# Grande Baie australienne
La Grande Baie australienne (en anglais : Great Australian Bight) est une mer bordière de l'océan Indien baignant une partie des côtes méridionales de l'Australie continentale et la côte occidentale de la Tasmanie. Selon le Service hydrographique australien, elle est ouverte au sud sur l'océan Austral.

## Histoire
La Grande Baie australienne fut aperçue pour la première fois par un explorateur européen en 1627, quand le navigateur hollandais François Thijssen longea la partie occidentale de la côte. L'explorateur anglais Matthew Flinders dressa une carte de la côte en 1802, durant sa circumnavigation du continent australien. En 1841, Edward John Eyre mena une exploration de la région par voie terrestre.

## Géographie

Tracé de la Grande Baie australienne (en rouge selon l'Organisation hydrographique internationale, en vert selon le Service hydrographique australien).

L'Organisation hydrographique internationale définit les limites de la Grande Baie australienne de la façon suivante  :
- au nord : La côte sud de l'Australie ;
- au sud : Une ligne joignant le West cape Howe (cap Howe occidental) (35° 08′ 05″ S, 117° 38′ 18″ E, Australie-Occidentale) au South West cape (cap Sud-Ouest)  (43° 34′ 16″ S, 146° 01′ 55″ E, Tasmanie) ;
- à l'est : Une ligne allant du cap Otway, État de Victoria, (38° 51′ 29″ S, 143° 30′ 40″ E), jusqu’au cap Wickham, ancien cap D’Anville (39° 34′ 45″ S, 143° 56′ 56″ E), sur l’île King (New Year Islands ou îles du Nouvel An), Tasmanie) puis de Stokes Point (extrémité sud de l’île King, ancien cap Bonpland) jusqu’au cap Grim, ancien cap Berthoud (40° 40′ 29″ S, 144° 41′ 07″ E), à l’extrémité nord-ouest de la Tasmanie[2].

Selon la définition géographique du Service hydrographique australien, elle s’étend :
- au sud : une ligne allant du cap Pasley (Australie-Occidentale) jusqu’au cap Carnot (Australie-Méridionale) soit une distance de 1 160 km.

La majeure partie de la baie se trouve au sud de la plaine de Nullarbor, qui se trouve à cheval sur l’Australie-Méridionale et l’Australie-Occidentale.
La côte de la Grande Baie australienne est caractérisée par de grandes falaises de 60 mètres de haut environ, des plages (adaptées à la pratique du surf) et des plateformes rocheuses, idéales pour observer les baleines. Les eaux de la baie, bien qu'elles soient peu profondes, sont pauvres en vie sous-marine au contraire de la plupart des plateaux continentaux qui sont riches en vie sous-marine et sont de bonnes zones de pêche. Ceci est dû au fait que le désert au nord est aride. Les précipitations sont rares et, lorsqu'il y en a, l'eau reste à l'intérieur des terres où elle s'infiltre dans le sol ou forme des lacs salés. Par conséquent, la Grande Baie australienne reçoit peu d'eau douce et peu de nutriments fertilisant habituellement les plateaux continentaux et n'est donc qu'un désert sous-marin. Il faut toutefois noter le grand nombre de requins fréquentant ces eaux côtières, aussi bien que l'augmentation du nombre de baleines franches australes migrant dans la région.
Économiquement, la baie a été exploitée pendant de longues années pour la pêche à la baleine et les industries de mollusques et crustacés. Le thon a été la cible de pêches importantes dans la baie.
Il existe quelques villages le long de la baie, comme Ceduna et Eucla.

## Faune
Entre 2013 et 2017, des recherches scientifiques ont révélé l’existence de 277 nouvelles espèces. Un grand nombre d'espèces cohabitent : baleines franches australes, grands requins blancs, lions de mer, cachalots, etc..

## Économie
La compagnie pétrolière norvégienne Equinor envisage de forer le puits d’exploration Stromlo-1, opérationnel à partir de 2020-2021.

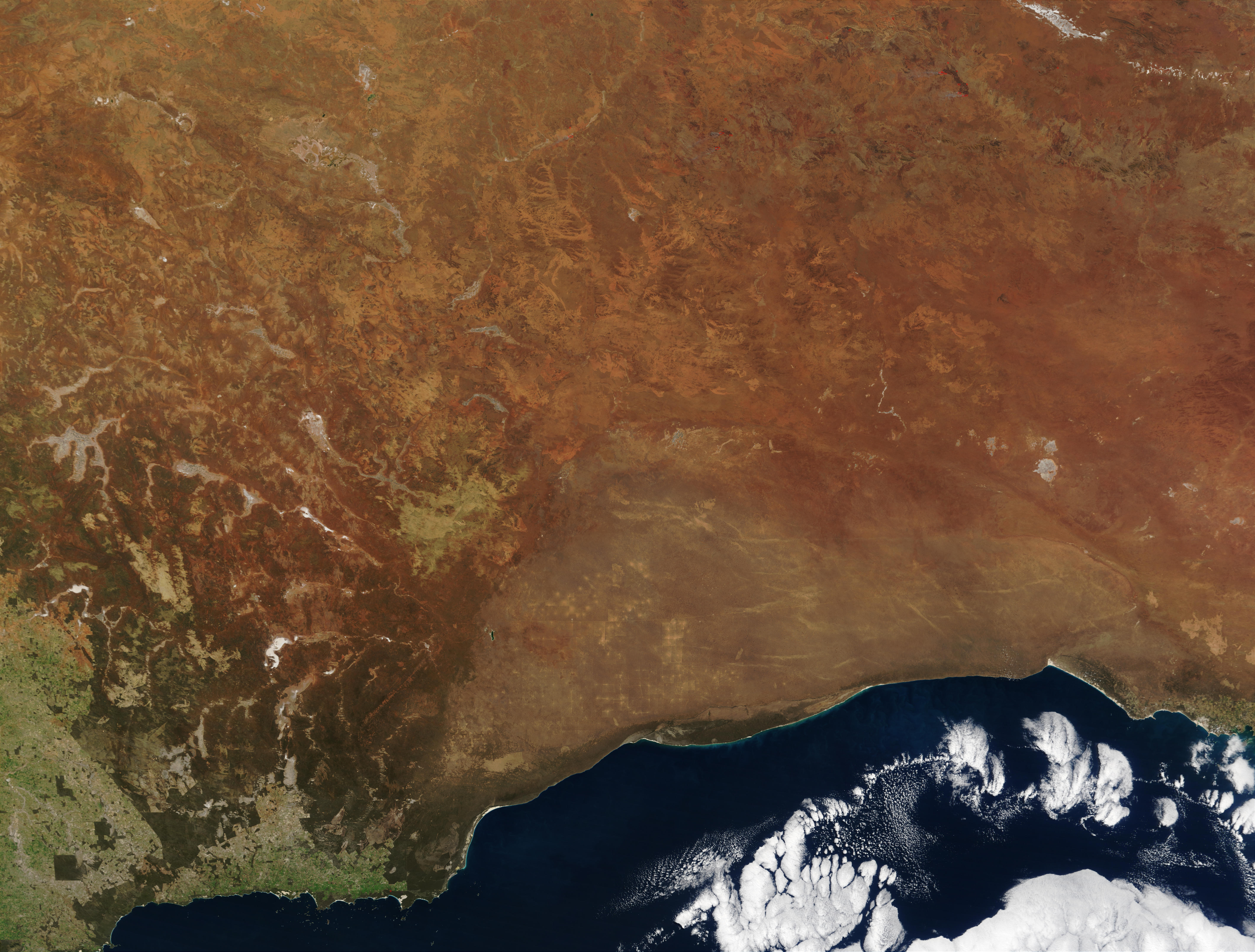
La plaine de Nullarbor et au sud la Grande Baie australienne.
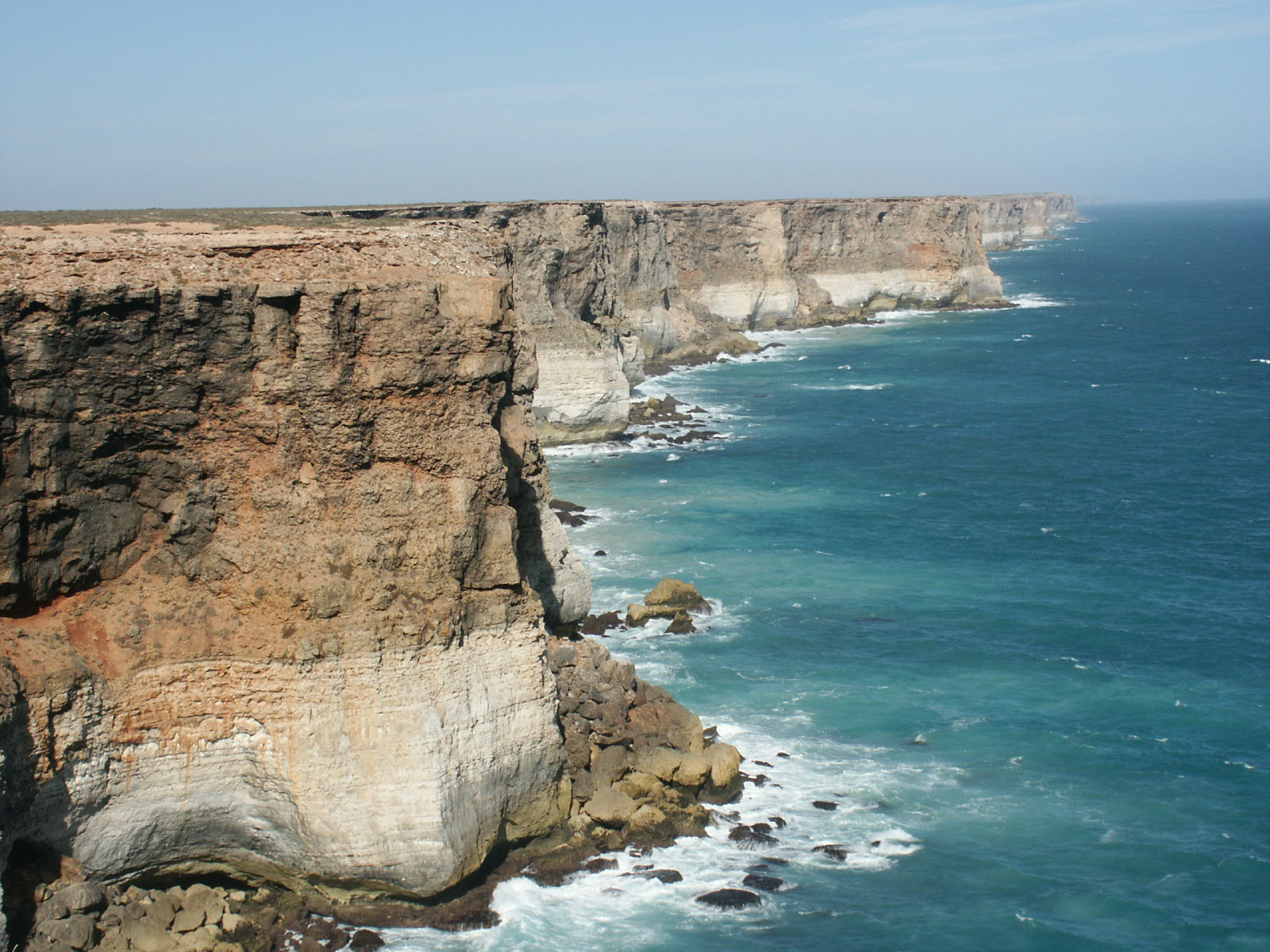
Les falaises surplombant la Grande Baie australienne.